# Room Service (film, 1982)
Pour les articles homonymes, voir Room Service.
Room service est un court métrage diffusé en 1982.

## Synopsis
Un hôtel qui ressemble étrangement aux égouts de Paris. On y rencontre Lénine, le Petit Chaperon rouge et Jack l'Éventreur.

## Fiche technique
- Titre : Room service
- Réalisation : Boris Bergman
- Scénario : Boris Bergman
- Photographie : Ken Legargeant
- Musique : Roland Bocquet
- Montage : Fina Torres
- Durée : 28 minutes

## Distribution
- Richard Leduc
- Dominique Maurin
- Dominique Laffin
- Elizabeth Bourgine
- Nadine Alari
- Patrick Bouchitey
- Véronique Sanson